# San Filippo di Gesù
San Filippo di Gesù, al secolo Felipe de las Casas (Città del Messico, 1572 – Nagasaki, 5 febbraio 1597), è stato un religioso, missionario e santo messicano.
Martirizzato in Giappone, fu il primo santo nativo del Messico a essere canonizzato. È protomartire messicano ed è uno dei cosiddetti Ventisei martiri del Giappone.

## Biografia
Felipe de las Casas nacque a Città del Messico nel 1572 e pare fosse un bambino piuttosto irrequieto e monello. Una leggenda narra che avesse in casa un albero di fico avvizzito e che in una data occasione la sua bambinaia, stanca delle monellerie del bambino, abbia detto: «Filippino santo? Sì, quando il fico tornerà verde!»; Il giorno della morte di Filippo, il fico rinverdì. Per questo motivo tra i suoi attributi vi è anche un fico.
Ancor giovane entrò nell'Ordine dei Frati minori come novizio, ma poi lo abbandonò. Il padre lo mandò a Manila, nelle Filippine affinché si dedicasse al commercio. Lì si trovò a vivere una vita mondana che lo abbagliò, ma in breve tempo riprese in considerazione la sua vocazione religiosa (i suoi amici lo abbandonarono quando si trovò senza denaro) e rientrò da Manila con i francescani. Prima dell'offerta di terminare i suoi studi nel Messico per essere ordinato sacerdote, Filippo si imbarcò con altri confratelli, ma una tormenta dirottò la nave verso il Giappone, per cui i francescani si dedicarono alla loro missione, che inizialmente trovò molto successo, tuttavia in breve tempo si scatenò la persecuzione contro i cristiani da parte di Toyotomi Hideyoshi (Taikōsama). Questi temeva che gli altri signori feudali (daimio) si arricchissero grazie al commercio con gli stranieri, minacciando così il suo potere. Filippo, che non era stato ordinato sacerdote, avrebbe potuto evitare torture e prigione, ma optò liberamente per la medesima sorte dei suoi colleghi missionari.
I ventisei martiri furono portati in processione per varie città, da Kioto a Nagasaki, per essere sottoposti a pubblica gogna. Fu loro tagliato un orecchio e infine, sulla collina di Nishizaka, sei francescani (appartenenti al primo e al terzo ordine), tre gesuiti e 17 laici giapponesi furono crocifissi. Filippo, durante la sua agonia, invocava "Jesús,  Jesús,  Jesús", vedendo che soffocava a causa dell'anello che lo teneva prigioniero al collo, i soldati lo colpirono con due lance al costato, una delle quali gli attraversò il cuore: morì così martire il 5 febbraio del 1597.

## Riconoscimenti
Fu beatificato insieme ai suoi compagni di martirio, 14 settembre del 1627 da papa Urbano VIII e canonizzato l'8 giugno del 1862, da papa Pio IX, diventando così il primo santo di origine messicana.
La Chiesa cattolica messicana lo considera patrono di Città del Messico e del suo arcivescovado. Nelle città di Colima e di Villa de Álvarez è considerato protettore contro gli incendi e i terremoti. La sua venerazione comprende una messa annuale il 5 febbraio e il rinnovo del giuramento. Oltre a questo a Villa de Álvarez, da più di 150 anni, si tiene una festa in suo onore di charro-tauromachia.

## Nella cultura di massa

### Letteratura
- Shūsaku Endō,  Silenzio (沈黙 Chinmoku), in cui vengono descritti gli atti di martirio di questo gruppo di cristiani in Giappone.

### Cinema
- San Felipe de Jesús, film messicano del 1949 diretto da Julio Bracho, con Ernesto Alonso, quale attore principale, e con Rita Macedo e Julio Villarreal.
- Silence, film statunitense del 2016 di Martin Scorsese, che narra le traversie e il martirio di un gruppo di cristiani in Giappone